# Good Morning Baby
〈Good Morning Baby〉(굿 모닝 베이비)는 대한민국의 걸 그룹 에이핑크의 네번째 디지털 싱글이다. 2015년 5월 20일에는 일본에서 발매된 〈LUV〉에 일본어 버전으로 수록됐다.

## 개요
- 2014년 1월 12일, 에이핑크 데뷔 1000일을 맞이해서 다음날인 13일에 발매됐다.[1]
- 앨범 발매에 앞서서 1월 9일에 공식 팬카페에서 제목을 연상시키게 하는 침대 셀카를 공개했다.[2]